# Madonna col Bambino tra i santi Battista, Paolo, Maddalena e Girolamo

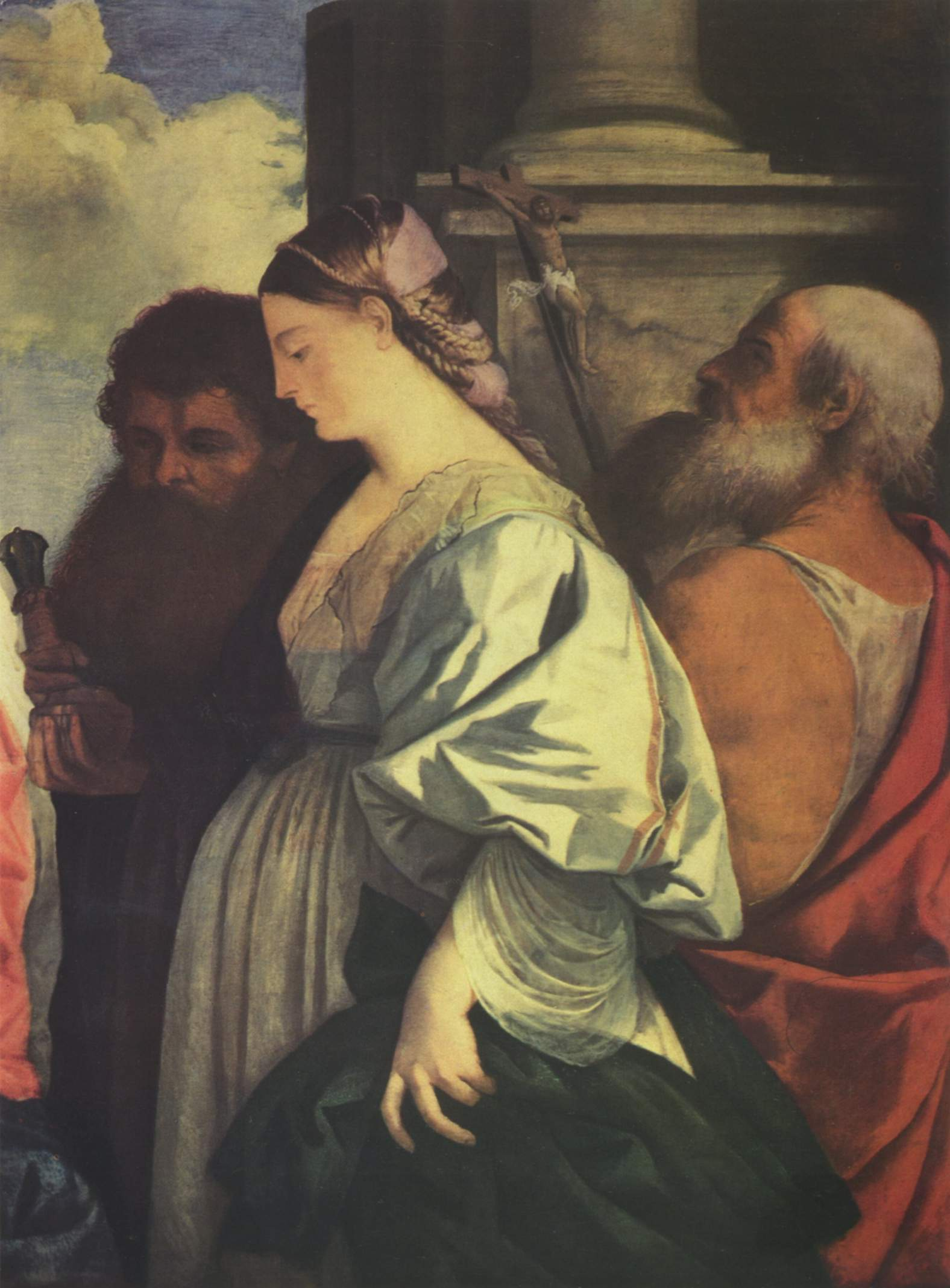
Dettaglio

La Madonna col Bambino tra i santi Battista, Paolo, Maddalena e Girolamo è un dipinto a olio su tavola (139x191 cm) di Tiziano, databile al 1515-1518 circa e conservato nella Gemäldegalerie di Dresda.

## Storia
L'opera si trovava probabilmente nella collezione del cardinal Grimani a Venezia, passando poi ai Serviti di Venezia e poi agli Estensi. Nel 1745 la gran parte delle collezioni di famiglia venne venduta al principe di Sassonia, confluendo così nel museo di Dresda. 
L'opera subì varie vicende attributive prima di essere assegnata a Tiziano dal Morelli, seguito poi dalla maggior parte della critica successiva. La datazione si basa su motivi stilistici e viene di solito considerata vicina all'Assunta dei Frari, con un'analoga libertà compositiva e ricchezza cromatica.

## Descrizione e stile
La sacra conversazione fa parte di una serie di dipinti con la Madonna col Bambino tra santi a sviluppo prevalentemente orizzontale dipinti da Tiziano negli anni dieci e venti del Cinquecento e destinati soprattutto alla devozione privata. 
Una tenda scostata, un dettaglio architettonico e un luminoso cielo fanno da sfondo ai personaggi rappresentati a mezza figura. Al centro la Madonna seduta regge su un ginocchio il Bambino, mentre il Battista, a sinistra, fa per prenderlo in braccio; madre e figlio sono però rivolti a destra, dove si trova la Maddalena in posizione preminente, di profilo e con il volto abbassato, mentre emerge dall'ombra san Paolo e dietro di lei si trova san Girolamo in adorazione del crocifisso. Estremamente libera è la disposizione dei protagonisti, all'insegna di una varietà di atteggiamenti ed espressioni che era alla base dello "stile moderno" allora in voga.